# Crenatosiren
Crenatosiren — викопний рід дюгоневих сирен, відомий з пізнього олігоцену (чаттійського періоду) Флориди, Північної Кароліни та Південної Кароліни.

## Таксономія
Crenatosiren був спочатку названий «Halitherium» olseni Райнхартом (1976), який описав вид з морських відкладень пізнього олігоцену (Arikareean NALMA) в окрузі Гамільтон, штат Флорида. Домнінг (1991) зрештою визнав таксон більш похідним, ніж Halitherium і відніс його до нового роду Crenatosiren, класифікуючи його як родича Rytiodus.